# حمدي أحمد
حمدي أحمد (13 نوفمبر 1937 - 2 ديسمبر 2013)، ممثل وصحفي وسياسي مصري.

## حياته
سجنته قوات الاحتلال البريطاني لمصر عام 1949 وكان عمره 16 سنة لمشاركته في المظاهرات الاحتجاجية ضد الاحتلال البريطاني لمصر. تخرج من معهد الفنون المسرحية عام 1961، وكان أيضًا يدرس بكلية التجارة، ولكنه تركها واستمر بمعهد الفنون المسرحية.
عام 1961 التحق بفرقة التليفزيون المسرحية، فاز بجائزة أحسن وجه جديد عام 1971، شغل منصب مدير المسرح الكوميدي عام 1985، حصل على الجائزة الأولى عام 1967 من جامعة الدول العربية عن دوره في القاهرة 30 كما حصل على جائزة عن فيلم أبناء الصمت. قام ببطولة ما يزيد عن 35 مسرحية و 25 فيلم سينمائي و 30 فيلم تلفزيوني و 89 مسلسل تلفزيوني وما يزيد عن 3000 ساعة إذاعية. انتخب عضوا بمجلس الشعب عام 1979، وكان أيضًا كاتبًا سياسيًا بجريدة الشعب والأهالي والأحرار والميدان والخميس، وكتب رؤية بجريدة الأسبوع منذ 1998 وحتى وفاته يوم 2 ديسمبر 2013 .

## أهم الأفلام
| السنة | الأفلام                                |  | السنة | الأفلام                                                    |  | السنة | الأفلام                                   |
| ----- | -------------------------------------- |  | ----- | ---------------------------------------------------------- |  | ----- | ----------------------------------------- |
| 2011  | صرخة نملة                              |  | 2000  | سوق المتعة                                                 |  | 1999  | عرق البلح                                 |
| 1988  | صاحب العمارة - ملابس الحداد الحمراء    |  | 1986  | البداية - اليوم السادس                                     |  | 1979  | قاهر الظلام                               |
| 1978  | المجرم- حساب السنين                    |  | 1975  | الكداب - الحب تحت المطر - لقاء مع الماضي                   |  | 1974  | أبناء الصمت                               |
| 1972  | صورة ممنوعة – أنف وثلاث عيون - العصفور |  | 1971  | حادثة شرف – فجر الإسلام - امرأة من القاهرة - ثم تشرق الشمس |  | 1970  | واحد في المليون –الأرض                    |
| 1969  | الرجل والقضبان                         |  | 1968  | المتمردون- 3 قصص - عدوية                                   |  | 1966  | وداعا أيها الليل –القاهرة 30 – هو والنساء |

## المسلسلات
| السنة | المسلسل            | الدور       | معلومات أخرى                                        |      | السنة            | المسلسل             | الدور                                                   | معلومات أخرى                                             |
| ----- | ------------------ | ----------- | --------------------------------------------------- | ---- | ---------------- | ------------------- | ------------------------------------------------------- | -------------------------------------------------------- |
| 2013  | في غمضة عين        |             |                                                     | 2010 | ريش الطاووس      |                     | رسوم متحركة إخراج:محمود إبراهيم - تأليف:جار النبي الحلو |                                                          |
| 2010  | الحارة             | د/عطية      | تأليف: أحمد عبد الله إخراج: سامح عبد العزيز         | 2006 | الجبل            | الجباس              | قصة فتحي غانم إخراج: إبراهيم الشوادي                    |                                                          |
| 2005  | ينابيع العشق       |             | إخراج: وفيق وجدي                                    | 2003 | إمام الدعاة      | الشيخ زغلول         | تأليف : بهاء الدين إبراهيم إخراج : مصطفي الشال          |                                                          |
| 2003  | اختطاف             |             | تأليف أحمد الخطيب إخراج إبراهيم الشقنقيري           | 1999 | وادي فيران       |                     | إخراج: علاء كريم                                        |                                                          |
| 1998  | جمهورية زفتي       |             | تأليف: يسري الجندي إخراج: إسماعيل عبد الحافظ        | 1996 | الخروج من المأزق | عم بشندي            | إخراج صفوت القشيري                                      |                                                          |
| 1996  | عدل الايام         |             | إخراج إبراهيم الشقنقيري                             | 1995 | كلام رجالة       |                     | تأليف وإخراج وجيه الشناوي                               |                                                          |
| 1995  | موعد مع الغائب     |             | إخراج : إبراهيم الشقنقيري                           | 1990 | وجيدة وسامح      |                     | إخراج إبراهيم الشقنقيري                                 |                                                          |
| 1990  | الوسية             |             | إخراج إسماعيل عبد الحافظ                            | 1989 | بنات زينب        |                     | تأليف سكينة فؤاد إخراج فخر الدين صلاح                   |                                                          |
| 1989  | حساب السنين        |             | تأليف: يسري الجندي إخراج: عادل صادق                 | 1988 | على الزئبق       |                     | تأليف: يسري الجندي إخراج: إبراهيم الشقنقيري             |                                                          |
| 1985  | بوابة المتولي      | صبحي        | تأليف: أسامة أنور عكاشة إخراج: فؤاد عبد الجليل      |      | 1982             | رجل بلا ماضي        |                                                         |                                                          |
| 1982  | الأزهر الشريف      |             | تأليف أمينة الصاوي إخراج : أحمد طنطاوي              |      | 1982             | وقال البحر          |                                                         | تأليف أسامة أنور عكاشة إخراج محمد فاضل (مخرج)            |
| 1979  | الا الدمعة الحزينة |             | إخراج : حسام الدين مصطفى                            |      | 1978             | الفارس الأخير       |                                                         | تأليف أسامة أنور عكاشة إخراج فخر الدين صلاح              |
| 1978  | السمان والخريف     | حافظ        | تأليف نجيب محفوظ إخراج: نور الدمرداش                |      | 1978             | صاحب الجلالة الحب   | الظابط منعم                                             | تأليف : مصطفى أمين إخراج: حسن الإمام                     |
| 1978  | شاهد اثبات         |             | إخراج: عالية ياسين                                  |      | 1977             | الأفعى              |                                                         | إخراج: حسن حافظ                                          |
| 1977  | إذاعي (مسلسل)      |             | تأليف: مصطفى أمين إخراج: حسن الإمام                 |      | 1977             | الحصار              |                                                         | تأليف : أسامة أنور عكاشة إخراج فخر الدين صلاح            |
| 1975  | اللص والكلاب       |             | تأليف: نجيب محفوظ إخراج: إبراهيم الصحن              |      | 1974             | البوسطجي            |                                                         | قصة يحيى حقي سناريو: فريال عاشور إخراج: فخر الدين صلاح   |
| 1970  | الجنة العذراء      | بركات       | تأليف: محمد عبد الحليم عبد الله إخراج: نور الدمرداش |      | 1970             | السفينة التائهة     |                                                         | إخراج: يوسف مرزوق                                        |
| 1969  | الرقم المجهول      |             | إخراج: يوسف مرزوق                                   |      |                  | سباعية (مسلسل)      |                                                         | تأليف نجيب محفوظ إخراج عمرو عابدين                       |
| 1967  | القاهرة والناس     |             | تأليق محمد كامل إخراج: محمد فاضل (مخرج)             |      | 1966             | جاسوس على الطريق    |                                                         | إخراج إبراهيم الشقنقيري                                  |
| 1964  | خيال المأتة        | شلبي        | تأليف: زكريا الحجاوي إخراج: نور الدمرداش            |      |                  | المرايا             |                                                         | تأليف نجيب محفوظ إخراج : فايز حجاب                       |
|       | أشجان              |             | إخراج:يحيى العلمي-تأليف:مصطفى كامل                  |      |                  | أقوى من الطوفان     |                                                         | إخراج: فايز حجاب                                         |
|       | الأرض الطيبة       |             | إخراج : فايز حجاب                                   |      |                  | البريق              |                                                         | إخراج سعيد عبد الله                                      |
|       | الثعبان والافعى    |             | إخراج سعيد عبد الله                                 |      |                  | الحصاد المر         |                                                         |                                                          |
|       | الحلوة والبهلوان   |             |                                                     |      |                  | الدعوة خاصة جدا     |                                                         | تأليف: محفوظ عبد الرحمن                                  |
|       | الدمنهوري          |             | إخراج عادل صادق                                     |      |                  | الرجا التزام الهدوء |                                                         | تأليف نادية رشاد إخراج عالية ياسين                       |
|       | المتسلقون          |             | إخراج عادل صادق                                     |      |                  | النثر الفضي         |                                                         | إخراج مجيدة نجم                                          |
|       | أنت لست زوجي       |             | تأليف سميرة محسن وإخراج تيسير عبود                  |      |                  | أولاد الحارة        | تأليف:عبد النور خليل                                    |                                                          |
|       | بعد العاصفة        |             | إخراج: إسماعيل عبد الحافظ                           |      |                  | بعد الغروب          |                                                         | تأليف: محمد عبد الحليم عبد الله إخراج: إبراهيم الشقنقيري |
|       | جابر الطيب         |             | إخراج خليل شوقي                                     |      |                  | دقة قلب ابن الليل   |                                                         | إخراج : فايز حجاب                                        |
|       | زواج على طابع بريد |             |                                                     |      |                  | سنوات الصبر         |                                                         | إخراج إسماعيل عبد الحافظ                                 |
|       | شارع المواردي      | عبد المتجلى | تأليف: يسري الجندي إخراج: إسماعيل عبد الحافظ        |      |                  | في مهب الريح        |                                                         | تأليف: موسى صبري إخراج: كمال أبو العلا                   |
|       | قافلة الزمان       |             | تأليف عبد الحميد جودة السحار إخراج حسن الإمام       |      |                  | قرية الرعب          |                                                         | بطولة عبد الله غيث إخراج عبد الشيخ                       |
|       | قلبي على ولدي      |             | إخراج : فايز حجاب                                   |      |                  | لعبة القري          |                                                         | إخراج حسن بشير                                           |
|       | مملوك في الحارة    |             | تأليف يسري الجندي إخراج إبراهيم الشقنقيري           |      |                  | منشية البكري        |                                                         |                                                          |
|       | وتبقى الأرض دائما  |             | إخراج فخر الدين صلاح                                |      |                  |                     |                                                         |                                                          |

## وفاته
توفي يوم الأثنين في 2 ديسمبر 2013 في القاهرة بعد تعرضه لأزمة صحية عن عمر يناهز 76 سنة. وتم تشييع جثمانه من مسجد الحصري بمدينة 6 أكتوبر.

## روابط خارجية
- حمدي أحمد على موقع IMDb (الإنجليزية)
- حمدي أحمد على موقع قاعدة بيانات الأفلام العربية
- حمدي أحمد على موقع ألو سيني (الفرنسية)
- حمدي أحمد على موقع ديسكوغز (الإنجليزية)
- حمدي أحمد على موقع قاعدة بيانات الفيلم (الإنجليزية)
- حمدي أحمد على موقع كينوبويسك (الروسية)